# Francesco III Boncompagni
Francesco III Boncompagni (Sora, 21 gennaio 1592 – Napoli, 9 dicembre 1641) è stato un cardinale e arcivescovo cattolico italiano.

## Biografia
Nacque a Sora il 21 gennaio 1592 (1596 secondo altre fonti), figlio di Giacomo Boncompagni, duca di Sora e figlio legittimato di papa Gregorio XIII, e di Costanza Sforza di Santa Fiora, bisnipote di papa Paolo III.
Papa Gregorio XV, suo zio, lo elevò al rango di cardinale nel concistoro del 19 aprile 1621 e l'11 luglio 1622 lo elesse vescovo di Fano.
Papa Urbano VIII lo trasferì nel 1626 alla sede arcivescovile di Napoli.
Morì il 9 dicembre 1641 all'età di 49 anni.

## Genealogia episcopale e successione apostolica
La genealogia episcopale è:
- Cardinale Scipione Rebiba
- Cardinale Giulio Antonio Santori
- Cardinale Girolamo Bernerio, O.P.
- Cardinale Michele Bonelli
- Vescovo Marcello Crescenzi
- Cardinale Francesco III Boncompagni

La successione apostolica è:
- Vescovo Ambrosio de Córdoba, O.P. (1633)

## Ascendenza
|                                                        |                                          |                                           | Genitori                                       |  |  | Nonni |  |  | Bisnonni               |  |  | Trisnonni           |  |
|                                                        |                                          |                                           |                                                |  |  |       |  |  | Cristoforo Boncompagni |  |  | Giacomo Boncompagni |  |
|                                                        |                                          |                                           |                                                |  |  |       |  |  | Cristoforo Boncompagni |  |  | Giacomo Boncompagni |  |
|                                                        |                                          | Camilla Piattesi                          |                                                |  |  |       |  |  | Cristoforo Boncompagni |  |  |                     |  |
| Papa Gregorio XIII                                     |                                          |                                           |                                                |  |  |       |  |  | Cristoforo Boncompagni |  |  |                     |  |
|                                                        |                                          | Angela Marescalchi                        | Lodovico Marescalchi                           |  |  |       |  |  |                        |  |  |                     |  |
|                                                        |                                          | Angela Marescalchi                        | Lodovico Marescalchi                           |  |  |       |  |  |                        |  |  |                     |  |
|                                                        |                                          | Angela Marescalchi                        | Gentile Montini                                |  |  |       |  |  |                        |  |  |                     |  |
| Giacomo Boncompagni, I duca di Sora                    |                                          | Angela Marescalchi                        |                                                |  |  |       |  |  |                        |  |  |                     |  |
|                                                        |                                          | …                                         | …                                              |  |  |       |  |  |                        |  |  |                     |  |
|                                                        |                                          | …                                         | …                                              |  |  |       |  |  |                        |  |  |                     |  |
|                                                        |                                          | …                                         | …                                              |  |  |       |  |  |                        |  |  |                     |  |
| Maddalena Fulchini                                     |                                          | …                                         |                                                |  |  |       |  |  |                        |  |  |                     |  |
|                                                        |                                          | …                                         | …                                              |  |  |       |  |  |                        |  |  |                     |  |
|                                                        |                                          | …                                         | …                                              |  |  |       |  |  |                        |  |  |                     |  |
|                                                        |                                          | …                                         | …                                              |  |  |       |  |  |                        |  |  |                     |  |
| Francesco Boncompagni                                  |                                          | …                                         |                                                |  |  |       |  |  |                        |  |  |                     |  |
|                                                        | Bosio II Sforza, XI conte di Santa Fiora | Federico I Sforza, X conte di Santa Fiora |                                                |  |  |       |  |  |                        |  |  |                     |  |
|                                                        | Bosio II Sforza, XI conte di Santa Fiora | Federico I Sforza, X conte di Santa Fiora |                                                |  |  |       |  |  |                        |  |  |                     |  |
|                                                        | Bosio II Sforza, XI conte di Santa Fiora | Bartolomea Diana Orsini                   |                                                |  |  |       |  |  |                        |  |  |                     |  |
| Sforza I Ascanio Sforza, I marchese di Castell'Arquato | Bosio II Sforza, XI conte di Santa Fiora |                                           |                                                |  |  |       |  |  |                        |  |  |                     |  |
|                                                        |                                          | Costanza Farnese                          | Papa Paolo III                                 |  |  |       |  |  |                        |  |  |                     |  |
|                                                        |                                          | Costanza Farnese                          | Papa Paolo III                                 |  |  |       |  |  |                        |  |  |                     |  |
|                                                        |                                          | Costanza Farnese                          | Silvia Ruffini                                 |  |  |       |  |  |                        |  |  |                     |  |
| Costanza Sforza di Santa Fiora                         |                                          | Costanza Farnese                          |                                                |  |  |       |  |  |                        |  |  |                     |  |
|                                                        |                                          | Pallavicino II Pallavicini                | Antonio Maria Pallavicino, marchese di Busseto |  |  |       |  |  |                        |  |  |                     |  |
|                                                        |                                          | Pallavicino II Pallavicini                | Antonio Maria Pallavicino, marchese di Busseto |  |  |       |  |  |                        |  |  |                     |  |
|                                                        |                                          | Pallavicino II Pallavicini                | Ambrosina Marliani                             |  |  |       |  |  |                        |  |  |                     |  |
| Luigia Pallavicini                                     |                                          | Pallavicino II Pallavicini                |                                                |  |  |       |  |  |                        |  |  |                     |  |
|                                                        |                                          | Elena Salviati                            | Jacopo Salviati                                |  |  |       |  |  |                        |  |  |                     |  |
|                                                        |                                          | Elena Salviati                            | Jacopo Salviati                                |  |  |       |  |  |                        |  |  |                     |  |
|                                                        |                                          | Elena Salviati                            | Lucrezia de' Medici                            |  |  |       |  |  |                        |  |  |                     |  |
|                                                        |                                          | Elena Salviati                            |                                                |  |  |       |  |  |                        |  |  |                     |  |